# سین‌سیتیوم
سین‌سیتیوم (به انگلیسی: Syncytium) (یا سین‌سیشیوم) یا سیمپلاسم (به انگلیسی: Symplasm) (از یونانی σύν با تلفظ syn به معنای "با هم" و κύτος با تلفظ kytos به معنای "جعبه، یعنی سلول")، سلولی چندهسته‌ایست که از بهم جوش خوردن چندین سلول تک‌هسته‌ای پدید می‌آید، در مقابلش کوئنوسیت قرار دارد که از چندین تقسیم هسته‌ای بدون سیتوکینز پدید می‌آید. این عبارت همچنین ممکن است اشاره به سلول‌هایی داشته باشد که غشاهای تخصصی دارند که با اتصالات شکاف‌داری بهم متصل شده اند، مثالی از آن ماهیچه قلب است که دارای سلول‌های ماهیچه‌ای قلبی بخصوصی بوده که به صورت الکتریکی از طریق پتانسیل عمل هماهنگ می‌گردند.
در شاخه تکوین رویانی، از اصطلاح سین‌سیتیوم برای اشاره به رویان‌های بلاستودرمی کوئنوسیتی بی‌مهرگان استفاده می گردد، همچون Drosophila melanogaster.